# Villa Castel
La villa Castel est une voie du 20e arrondissement de Paris, en France.

## Situation et accès
La villa Castel est une voie privée située dans le 20e arrondissement de Paris. Elle débute au 16, rue du Transvaal et se termine en impasse.

## Historique
François Truffaut y tourne des scènes du film Jules et Jim,.
La villa Castel est un site inscrit depuis le 23 octobre 1979[réf. nécessaire].